# نشانه اشترومپل
نشانه اشترومپل (انگلیسی: Strümpell's sign) یک نشانهٔ بالینی است که در آن تلاش بیمار برای خم کردن زانو در برابر مقاومت باعث ایجاد رفلکس کف پا می‌شود. این بیماری در افراد مبتلا به ضایعات دستگاه هرمی یافت می‌شود و یکی از انواع رفلکس‌های شبه بابینسکی است.
این نشانهٔ پزشکی به افتخار آدولف اشترومپل نامگذاری شده است.